# Bockighofen
Bockighofen ist ein Ortsteil der Stadt Ehingen im Alb-Donau-Kreis in Baden-Württemberg. 
Der Weiler liegt circa vier Kilometer südlich von Ehingen.

## Geschichte
Bockighofen wird 1300 als „Bokkenkoven“ erstmals urkundlich erwähnt. Der Ort gehörte zur Herrschaft Berg.
Im Jahr 1973 wurde Bockighofen als Ortsteil von Schaiblishausen zu Ehingen eingemeindet.